# Robert Blair (poète)
Pour les articles homonymes, voir Robert Blair et Blair.
Robert Blair est un poète écossais. Né à Édimbourg le 17 avril 1699, il y est décédé le 4 février 1746.
Sa renommée repose sur son poème The Grave, qui, dans une impression ultérieure, a été illustré par William Blake.

## Biographie
Plus jeune fils du révérend éponyme, il fit ses études à l'Université d’Édimbourg et aux Pays-Bas). 
Blair n’a publié que trois poèmes. L’un était une commémoration de son beau-père et un autre était une traduction. Sa réputation repose entièrement sur son troisième ouvrage, The Grave (1743), qui est un poème écrit en vers blancs sur le thème de la mort et du cimetière. Il est beaucoup moins conventionnel que son titre lugubre pourrait laisser penser. Son sujet religieux a sans aucun doute contribué à sa grande popularité, en particulier en Écosse, où il a donné naissance à ce que l’on appelle « l’école du cimetière » de la poésie.

## Œuvres

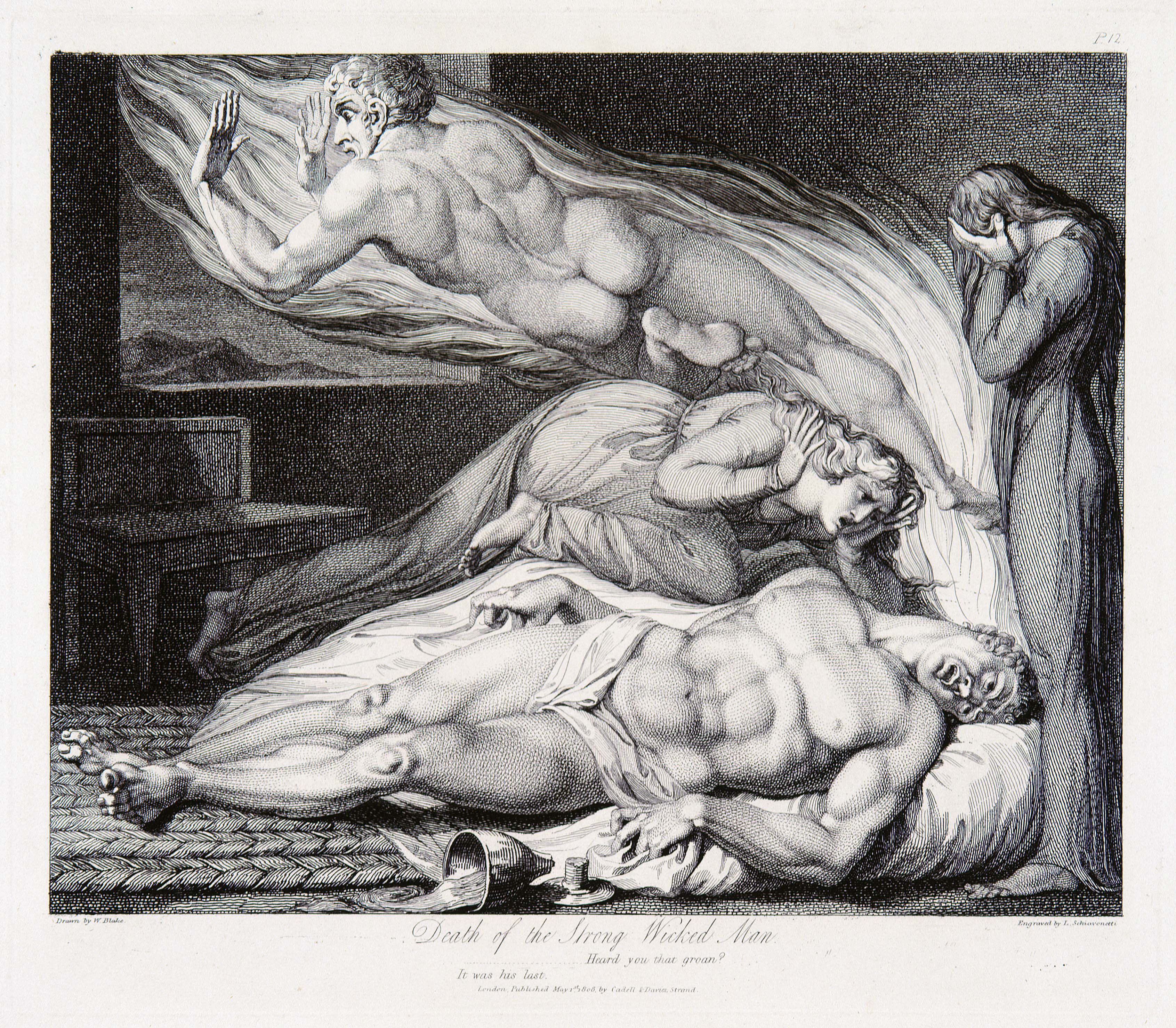
Death of the Strong Wicked Man (1808), l'une des gravures de Luigi Schiavonetti d'après William Blake pour Le Tombeau, de Robert Blair.

- Le Tombeau (1743) (resté célèbre par les illustrations de William Blake gravées par Luigi Schiavonetti pour l'édition de 1808).